# Кучмин, Юрий Захарович
Юрий Захарович Кучмин — советский хозяйственный и политический деятель.

## Биография
Родился в 1927 году в Уссурийске. Член КПСС.
Окончил Дальневосточный политехнический институт.
В 1951—1963 гг. — помощник мастера, мастер, заместитель начальника, начальник сборочно-сварочного цеха, секретарь парткома, заместитель директора завода п/я 199 Министерства судостроительной промышленности СССР.
В 1963—1977 гг. — директор сдаточной базы судостроительного завода имени Ленинского комсомола в поселке Большой Камень.
В 1977—1991 гг. — директор завода имени Ленинского комсомола, генеральный директор производственного объединения «Амурский судостроительный завод» Министерства судостроительной промышленности СССР.
Лауреат Ленинской премии неопубликованным Постановлением Совета Министров СССР и ЦК КПСС 1967 года.
Делегат XXVII съезда КПСС.
Почётный гражданин Комсомольска-на-Амуре.
Умер в 2011 году в Комсомольске-на-Амуре.

## Награды
- Орден Ленина
- Орден Трудового Красного Знамени (дважды)